# William Habraken

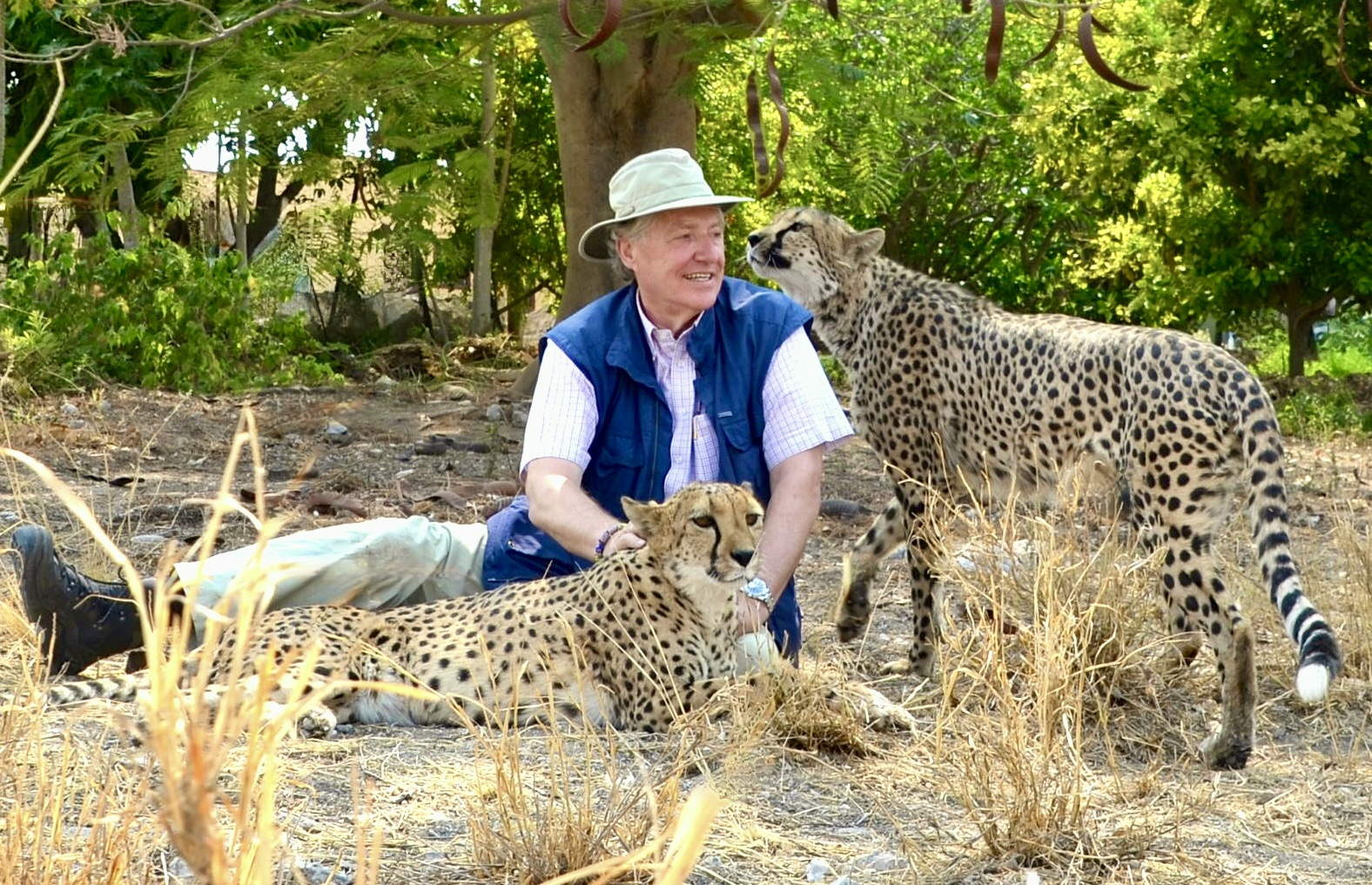
William Habraken

William (Boy) Habraken is een schoenenverzamelaar uit Nederland. Zijn collectie is ondergebracht in het Schoenenmuseum SONS in Kruishoutem België. In 2006 kende het Guinness Book of World Records hem het wereldrecord toe voor de grootste Stam-en-Volkenkundige collectie.

## Biografie
Habraken werd letterlijk geboren tussen schoenen en leer aan het einde van de Tweede Wereldoorlog in Eindhoven. Op 20-jarige leeftijd verliet hij zijn vaders schoenenhandel en startte zijn eigen import/groothandel in schoenen. In 1970 emigreerde hij naar Taiwan om als een van de eersten daarvandaan en vanuit China schoenen te exporteren naar Europa. Hij stond aan de basis van enkele van de grootste schoenbedrijven in Europa. Talloze reizen voerden hem over de hele wereld waarbij hij meer dan 150 landen intensief bezocht. Op vele van deze reizen verzamelde hij in zijn vrije tijd schoenen die behoorden bij traditionele inheemse kleding. Even belangrijk als de schoenen voor hem waren, was de daartoe behorende informatie, zoals de gebruikte materialen, de maakwijze, de ouderdom en de lokale naam.

## Collections

### Etnografische Collectie

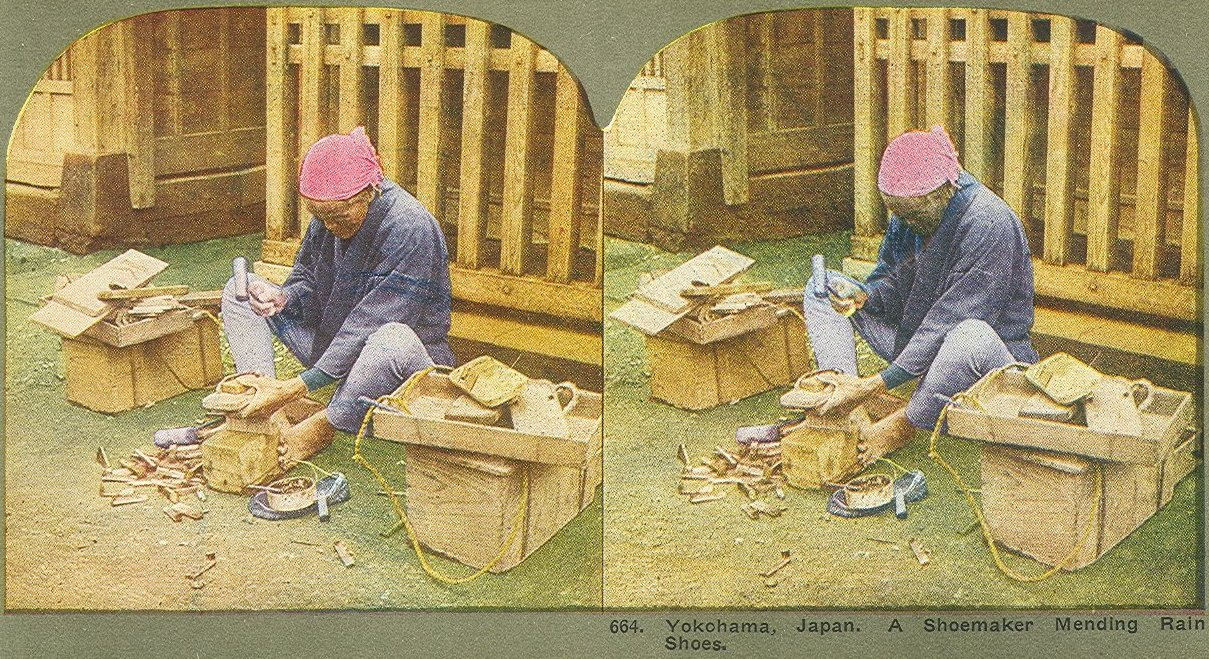
Yokohama shoemaker

De collectie startte met het eerste paar in 1968 en groeide uit tot meer dan 3400 paar uit 155 landen, staten en gebiedsdelen. Ze bestaat o.a. uit bijzondere exemplaren van Noord-Amerikaanse indianen, Eskimo's, Afrikaanse stammen, Berbers, Bedoeïenen, Mongolen, alsmede het Ottomaanse- en Incarijk. Grote delen van de collectie vinden hun oorsprong in Japan, India, Iran, Tibet, en Pakistan. Europa is vertegenwoordigd van IJsland tot Rusland en van Lapland tot Spanje. De collectie omvat vele typen schoeisel. Bijvoorbeeld Kadaichi-schoenen gemaakt van emoeveren en mensenhaar (gebruikt door inheemse beulen in Australië). Prachtige bruidsschoenen uit Afghanistan, Indië, Syrië en Turkije. Als echte Nederlander verzamelde hij natuurlijk ook vele klompen.

### Ontwerpers collectie
Naast de etnografische collectie bracht William Habraken in de loop der jaren ook een omvangrijke collectie unieke exemplaren van ’s werelds meest bekende schoenontwerpers bij elkaar. De collectie omvat onder meer zeldzame exemplaren van 20ste eeuw ontwerpers als André Perugia en Salvatore Ferragamo tot hedendaagse ontwerpers als Christian Louboutin en Manolo Blahnik.

## Boeken

### Stam en Volkenkundig schoeisel van de Wereld
Zijn etnografische collectie was de basis voor zijn boek "Tribal and Ethnic Footwear of the World" wat een naslagwerk is voor schoenontwerpers, antiek handelaren, studenten, modevak scholen, musea, de film-en toneel industrie en verzamelaars. ISBN 90-76295-12-3

### Droegen de Goden schoenen?
In zijn pogingen om de voorgeschiedenis en alle details over zijn collectie te weten te komen, vroeg hij zich ook af wie de eerste schoenen droegen en waarom. Het antwoord op die vraag leidde tot het schrijven van zijn tweede boek: "Droegen de Goden schoenen?" ISBN 9789081807906ISBN

### Zij die voor ons kwamen
In het boek “Droegen de Goden schoenen” beschrijft de schrijver de mogelijke aanwezigheid van ontwikkelde beschavingen voor de huidige. In het vervolg daarop: “Zij die voor ons kwamen” geeft hij de onderbouwing voor die mogelijkheid weer door middel van honderden gedetailleerde foto’s. ISBN 9 789081 807937

### Holy Shit! Religie, sprookjes voor goedgelovigen
In aansluiting op zijn voorafgaande boeken onderbouwt de auteur zijn argument dat het geloof in de goden van de Abrahamitische religies in dezelfde categorie geschaard kan worden als het geloof in Sinterklaas, de Kerstman, de Paashaas, de tandenfee en andere sprookjes. ISBN 9 789081 807944

### ‘Anaa Sázi- Oeroude vreemdelingen
Dit drukwerk vormt op verzoek van aanwezigen bij lezingen van de auteur een weergave daarvan. In zijn lezingen in binnen- en buitenland geeft hij met behulp van 138 projectiebeelden de hoogtepunten weer uit zijn boeken. ISBN 9 789081 807951

### Kemet - Het laboratorium waar de mens werd gecreëerd
Met dit laatste deel van de trilogie levert de auteur zijn magnum opus af. Met de twee voorafgaande delen "Droegen de Goden schoenen?" en "Zij die voor ons kwamen" werd al aangetoond dat er vóór de huidige beschaving een beschaving op aarde moet zijn geweest die beschikte over uitermate hoogwaardige technieken die tot op heden in de moderne tijd nog niet haalbaar zijn. Dit keer gaat hij nog verder en gaat ervan uit dat de wetenschappelijke uitleg over de ontstaansgeschiedenis van de mens gelijkgesteld kan worden aan de uitleg die aan kinderen gegeven wordt waarbij de ooievaar ze aan ouders bezorgd.  ISBN 9 789081 807975

### Aratta - Verloren High-Tech in prehistorisch India (De tweede wieg van de mensheid)
In dit boek laat hij het licht schijnen op het onbekende en duistere prehistorische verleden van het Indiase subcontinent. Aan de hand van honderden eigenhandig gemaakte opnamen van prehistorische High-Tech objecten die in de moderne tijd absoluut niet of uitsluitend met behulp van hoogwaardige technische middelen tot stand kunnen komen en waarvoor de academische wereld geen enkele afdoende verklaring kan geven toont hij, met aan zekerheid grenzende waarschijnlijkheid, aan dat de ontwikkeling van de geschiedenis van het oude India wel eens een geheel andere zou kunnen zijn dan algemeen wetenschappelijk wordt aangenomen. ISBN 9 789081 807982

## Werken

### Lezingen
Op 14 maart 2016 werd hij uitgenodigd voor het geven van een lezing in The British Museum in Londen onder de titel : “Een lange weg: mijn schoeisel collectie uit de Islamitische wereld”

### Expositie
In januari 2017 ontwierp hij op verzoek van Good Planet België de inrichting van de tentoonstelling “Human Migration” in het peristilium van de senaat van België. Hij gebruikte de schoen als het symbool om de weg te illustreren die migranten wereldwijd afleggen in het heden en in het verleden.
De unieke tentoonstelling werd onder andere bezocht door Jean-Claude Junker, als voorzitter van de Europese Commissie.

## Toekenningen

### "De Gouden Koe"
Op 12 december 2013 maakte de Schoenen en Lederwaren Sociëteit de Langstraat (Sell) bekend dat Habraken winnaar was geworden van "De Gouden Koe". De voorzitter van de jury, Ellis French, gaf onder andere als reden:
"De jury heeft bewondering voor het innovatieve en voortvarende ondernemerschap van William (Boy) Habraken. Als een van de eerste schoenenmensen pionierde hij succesvol in het Verre Oosten. Zijn visie op de steeds veranderende maatschappij en het beleid dat hij daarop stuurde, heeft hem geen windeieren gelegd. Vooral echter vanwege de passie waarmee hij etnische schoenen uit de hele wereld verzamelt, de verhalen erachter te boek stelt en ruim 2000 paar in een eigen museum tentoonstelt, verdient hij De Gouden Koe!"